# Joakim von And
Joakim von And, også kaldet onkel Joakim, er en figur i Disneys tegneserier skabt af Carl Barks. Han så første gang dagens lys i historien Jul på Bjørnebjerg i december 1947, hvor han er en nærig, gnaven og bitter gammel and, der hader alt og alle. I senere historier fik han et lysere sind og blev mere generøs, men nærigheden er hans hovedegenskab. Han er dog i Barks-serierne og andre amerikansktegnede serier ikke egentlig ondskabsfuld – det kan han være indimellem i de italiensktegnede serier, som vi i Danmark mest kender fra Jumbobøgerne.

## Oprindelse
Joakim von Ands navn hos Disney er Scrooge McDuck, hvor navnet Scrooge er efter gnieren Ebenezer Scrooge i Charles Dickens’ julefortælling A Christmas carol fra 1843. Barks havde dog også haft Andy Gumps gnavne onkel i tankerne, fra tegneserien The Gumps.
Den største forandring ved Joakims udseende, har været - bortset fra det forkortede næb, som hos Anders - hans briller, der i den første historie var fæstet bagved hans ører(!), men senere reduceres til en lorgnet, balancerende på hans næb. I den første historie klædte han sig flere gange om; senere er hans antræk altid en høj hat ("Jeg købte denne hat for 2 dollars i 1910, og den vil stadig vare i mange år!") og en ulden frakke ("- som jeg købte på et loppemarked i Skotland i 1902!") og gamacher. Dertil altid den samme spadserestok, selv om han ejer en spadserestokfabrik.

## Her er dit liv, Joakim
Tegneserieforfatteren, Don Rosa, lavede på årene 1987-2006, en biografi til Joakim von And. Ifølge den, burde Joakim blive født år 1867.

## Joakim von And og hans verden
Joakim von And er søn af Frederik von And og Clementine O'And, og havde to søstre, Andrea von And og Hortensia von And. Han er Anders Ands onkel (egentlig morbror, da Anders er søn af Hortensia), og den rigeste and i verden. Han har selv tjent hele sin formue, fra han udvandrede fra ludfattige kår i Skotland. Han har været guldgraver i Klondike. Han bor i en kæmpemæssig pengetank, hvorfra han kan se ud over hele Andeby. Han elsker at dykke ned i sine penge som en delfin, grave sig igennem dem som en muldvarp – og kaste dem op i luften, så de regner ned over ham.
Han har arbejdet hårdt for sin rigdom og har en lykkemønt, som er den første dime (på dansk er den blevet til en 25-øre), han tjente. Den står i en montre på kontoret. Når han mister den, forfølger ulykkerne ham med store økonomiske tab. I Barks' historier afskriver Joakim dog selv, at der er magi med i spillet, og siger, han kun beholder mønten af sentimentale grunde.
Hans ærkefjender er Bjørnebanden, der altid er ude efter hans penge. I senere serier fik han en ny fjende, heksen Hexia de Trick, hvis ønske er mere beskedent end Bjørnebandens; hun vil "bare" have hans lykkemønt for at smelte den om til en amulet og blive en rig heks.
Don Rosa har skrevet en lang, fortsat serie om Joakim von Ands liv kaldet Her er dit liv, Joakim. Hans navn varierer fra land til land - og på latin hedder han Scrugulus Anas
I 1987 gik han til tv-mediet som fast figur i Rip, Rap og Rup på eventyr, hvor hans danske stemme blev indtalt af skuespiller John Hahn-Petersen – på glistrupsk bornholmsk, et valg truffet på det faktum, at Joakim, som på originalsproget er skotte, har en tyk accent, dog skotsk.
Joakim von And (eller JvA, som er hans logo på de fleste produkter, han sælger) bor på Bilbremsebakken nr. 1 i en kæmpe pengetank. Pengetanken blev bygget, da han kom til Andeby. Det er her han anbringer sine midler, men hele tiden frygter nye angreb fra Bjørnebanden og Hexia de Trick. Han ejer 98,8 procent af Andebys forretninger, banker, fabrikker, restauranter, boligejendomme osv.

## Berømte tegnere/forfattere
- Carl Barks
- Don Rosa
- Tony Strobl
- Romano Scarpa